# Antoni Lacinai
 (août 2021).
Antoni Daniell Lacinai, né le  21 juin 1968 à Göteborg, est un écrivain et conférencier inspirant suédois. Il est l'auteur de plus de quinze livres, axés sur le leadership et le développement personnel. Lacinai a été désigné comme l'un des 100 orateurs suédois les plus populaires en 2019,,,,,,,.